# Łężek (Gran Polonia)
Łężek [pronunciación en polaco: /ˈwɛ̃ʐɛk/] es un pueblo en el distrito administrativo de Gmina Książ Wielkopolski, dentro del Distrito de Śrem, Voivodato de Gran Polonia, en el centro-oeste de Polonia. Se encuentra aproximadamente 8 kilómetros al oeste de Książ Wielkopolski, 8 kilómetros al este de Śrem, y al sudeste de la capital regional, Poznań.
El pueblo tiene una población de 133 habitantes.